# Camillo Rusconi
Camillo Rusconi, italijanski poznobaročni kipar, * 14. julij 1658, Milano, † 8. december 1728, Rim.
Deloval je v poznem baroku, a njegova dela kažejo že prvine neoklasicizma. Učil se je pri Rusnatiju in Ferrati.
Pozneje je bil tudi ravnatelj Akademije sv. Luka.